# Mary Ellen Avery
Mary Ellen Avery, també coneguda com a Mel, (Camden, Nova Jersey, 6 de maig de 1927 - Orange, Nova Jersey, 4 de desembre de 2011) va ser una metgessa, pediatra i científica estatunidenca.

## Formació
Avery es va llicenciar en química al Wheaton College de Massachusetts. Posteriorment, a la Facultat de Medicina de la Universitat Johns Hopkins, on era una de les quatre dones d'una classe de 90, es va graduar el 1952.

## Trajectòria científica
A la dècada de 1950, els esforços d'investigació pioners d'Avery van contribuir al descobriment de la principal causa de la Síndrome del destret respiratori neonatal (RDS) en bebès prematurs: la seva identificació del surfactant pulmonar va conduir al desenvolupament d'una teràpia de reemplaçament per a nadons prematurs i s'ha acreditat un estalvi de més de 830.000 vides. La seva infància, mentors, empenta i educació van inspirar Avery a convertir-se en la visionària que era.
La doctora Avery va ser la primera dona designada metgessa en cap de l'Hospital Infantil de Boston, la primera dona a dirigir un departament clínic a la Harvard Medical School, la primera dona elegida presidenta de la Society for Pediatric Research, i la primera pediatra que va dirigir l'Associació americana per l'avanç de la ciència. La seva principal contribució a la medicina va ser el fet de descobrir per què morien tants nadons en néixer, quan els seus pulmons no tenien un revestiment espumós que els permetés respirar.
L'interès d'Avery pel funcionament del pulmó es remuntava a la seva pròpia experiència amb la tuberculosi poc després de graduar-se a la Facultat de Medicina de la Universitat Johns Hopkins el 1952. Quan li va dir que passaria un any al llit, en lloc d'haver-se retirat a un sanatori a l'estat de Nova York, se'n va anar a casa. La recuperació, però, va trigar gairebé dos anys, i la va ajudar a realitzar una nova ambició, aprofundir en el coneixement de la fisiologia del pulmó. Més tard, després d'uns mesos sense tenir símptomes, va decidir passar tres mesos viatjant per Europa. Avery va completar les seves pràctiques i la seva residència a Johns Hopkins. El 1957 es va traslladar a Boston per fer una beca de recerca en pediatria a la Harvard Medical School.
Avery també va treballar en favor de problemes de salut pública als països en desenvolupament, com ara eliminar la poliomielitis. S'implicà en qüestions polítiques, defensant els drets de l'avortament i oposant-se a les armes nuclears.

## Reconeixements
El 1991 el president George H.W. Bush li va atorgar la Medalla Nacional de la Ciència pel seu treball en el RDS. I l'any 2005 va rebre el màxim premi de la Societat Americana de Pediatria.